# Valdeblore
Valdeblore település Franciaországban, Alpes-Maritimes megyében. Lakosainak száma 834 fő (2022. január 1.). Valdeblore Ilonse, Isola, Marie, Rimplas, Saint-Martin-Vésubie, Saint-Sauveur-sur-Tinée, Venanson és Valdieri községekkel határos.

## Népesség
A település népessége az elmúlt években az alábbi módon változott:
| Lakosok száma | 556  | 466  | 664  | 796  | 882  | 891  | 1105 | 835  | 834  | 834  |
|               | 1962 | 1975 | 1990 | 2005 | 2010 | 2013 | 2016 | 2018 | 2020 | 2022 |